# 小花缬草
小花缬草（学名：Valeriana minutiflora）是忍冬科缬草属的植物，是中国的特有植物。分布在中国大陆的云南、西藏、陕西、四川等地，生长于海拔3,000米至3,800米的地区，常生于山坡林下、草地或沟边，目前尚未由人工引种栽培。
其种加词“Minutiflora ”意为“花很小的”。